# Осредек при Хубајници
Осредек при Хубајници (словен. Osredek pri Hubajnici) је насељено место у општини Севница, Посавска регија, Словенија.

## Историја
До територијалне реорганизације у Словенији био је у саставу старе општине Севница.

## Становништво
У попису становништва из 2011. године, Осредек при Хубајници је имао 16 становника.
| Број становника према пописима | Број становника према пописима | Број становника према пописима |
| ------------------------------ | ------------------------------ | ------------------------------ |
| 1991                           | 2002                           | 2011                           |
| 22                             | 14                             | 16                             |

Напомена: До 1953. исказивано под именом Осредек. Године 2009. извршена је мања размена територије између насеља Велика Хубајница и Осредек при Хубајници.